# Dům U Tří bubnů
Dům U Tří bubnů (německy Drei Trommel, také U Zlaté žáby) je dům čp. 14/I, stojící na nároží ulic U radnice čp. 8, náměstí Franze Kafky čp. 8 a Platnéřské ulice v Praze 1 na Starém Městě. Od roku 1958 je zapsán jako kulturní památka.

## Historie a popis

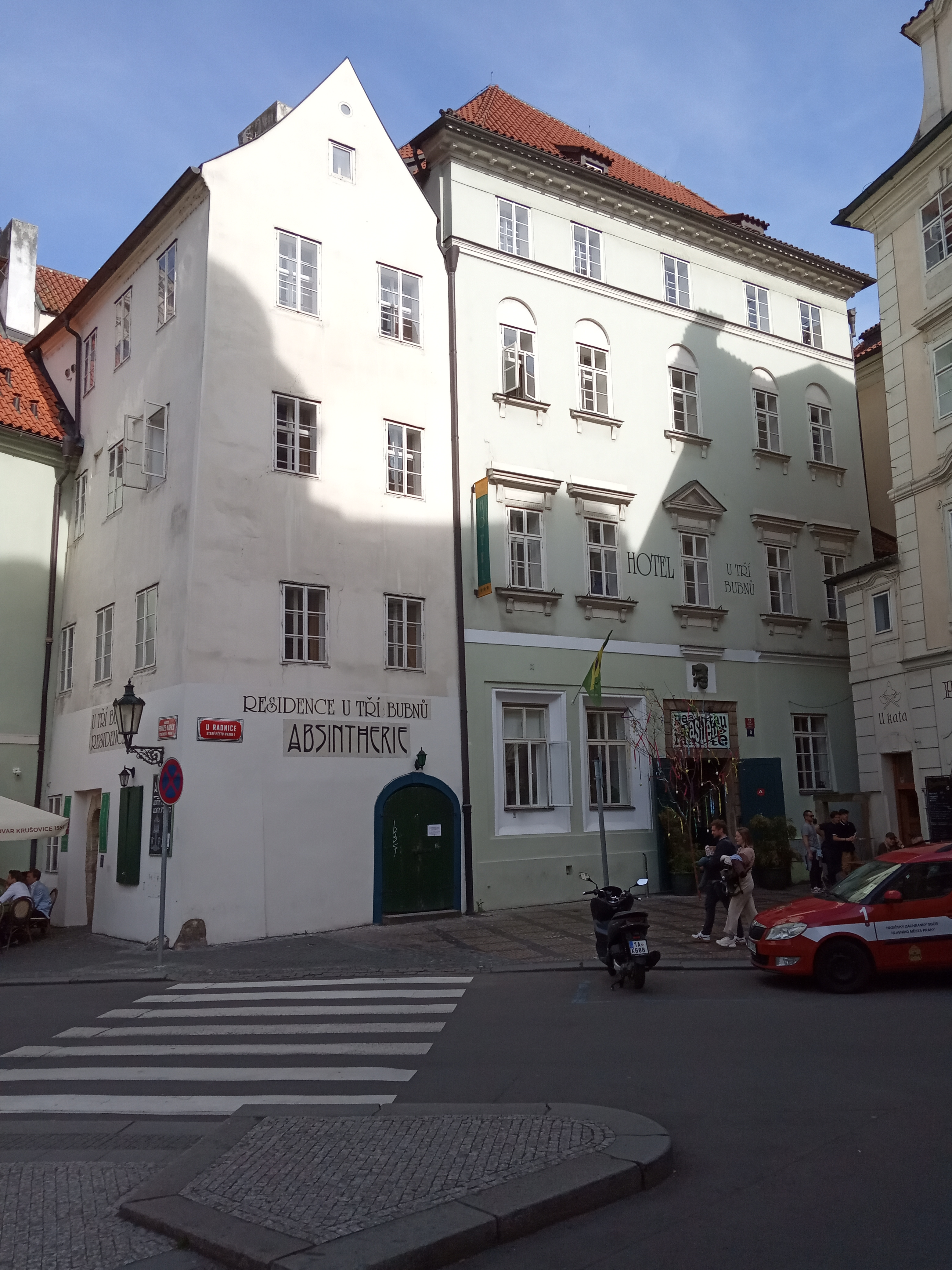
Domy U Tří bubnů a U Zelené žáby

Původem jde o románský dům ze 12. století, ze kterého se dochovala část sklepa ve východní části objektu. Výrazně hloubkově zastavěná parcela je téměř celá podsklepená. Zdivo suterénu je románské, přízemí a první patro gotické. 
První písemná zmínka o domě pochází z let 1404 – 1410, kde jej vlastnil Mikuláš Tosta. V roce 1428 se dům nazýval U žáby (latinsky Ad ranam), Jan od Žáby v tomto dvoupatrovém  domě v ceně 60 kop grošů bydlel až do roku 1436, kdy dům zakoupila pražská obec. Dům byl opraven kolem poloviny 15. století. V prvním patře se dochovala jedna síň s valenou klenbou, místnost při štítu je plochostropá.
Při renesanční přestavbě byl dům zvýšen o třetí patro, nově zaklenuto přízemí, připojeny dva štíty a nový krov. V roce 1641 dům U Tří bubnů vlastnil Fridrich Rašp mladší, úředník šestiúpanský, a měl v domě šenk.
V zadním traktu přízemí je místnost klenutá barokními pruskými klenbami. Tím zásadní úpravy domu skončily. 
Štítové průčelí je tříosé, podélné průčelí jen dvouosé, částečně zakryté sousedním domem čp. 17/I, U Zelené žáby. V přízemí je půlkruhově zaklenutý portál s pravoúhlým orámováním. Další půlkruhový portálek je ve štítové fasádě. Hladké fasády završuje sedlová střecha.
V letech 1784 – 1794 vlastnil dům U Tří bubnů Wenzel Nowej. Poté proběhly dílčí klasicistní úpravy domu.
V roce 1848 byl dům spojen se sousedním domem U zelené žáby v majetku Františka a Barbory Salačových a nazýval se opět Tři bubny (Drei Trommel).
V současné době dům slouží jako hotel a rezidence.